# Bronkit
Bronkit är en inflammation som sitter djupt ner i luftrören (bronkerna) och som leder till att stora mängder slem bildas och måste hostas upp. En vanlig orsak till bronkit är rökning (rökhosta).
Akut bronkit (luftrörskatarr) är ett vanligt sjukdomstillstånd. Den ger hosta och hör vanligen ihop med en förkylning. Vid akut bronkit har luftrören och bronkerna plötsligt blivit inflammerade. Detta orsakas oftast av virus och ibland av bakterier; i sällsynta fall av damm eller luftföroreningar med mera. 
Kronisk bronkit (luftrörsinflammation) hör till gruppen kroniskt obstruktiva lungsjukdomar. Kriterier för kronisk bronkit är produktiv hosta i minst tre månader under två år följande på varandra. Återkommande luftvägsinfektioner och ökad mängd slem i luftvägarna är typiskt. Vid kronisk bronkit kan också framförallt luftflödet i luftvägarna vara nedsatt. Rökning är starkt kopplat till kronisk bronkit, och rökare uppmanas sluta röka. 

## Symptom
Det främsta symptomet på akut bronkit är hosta som kan föra upp klart, gulgrått eller grönt slem. Övriga symptom påminner om symptomen på förkylning eller bihåleinflammation: halsont, huvudvärk, nästäppa eller rinnsnuva, trötthetskänsla och värk. Hostan kan hålla i sig under flera veckor efter att övriga symptom har försvunnit. Vid kontinuerlig hosta kan musklerna i mage och bröst ömma. Andfåddhet eller ett väsande ljud vid andning, på grund av inflammerade luftvägar, är ett annat symptom. Detta förknippas dock vanligtvis med kronisk bronkit snarare än med akut bronkit.

## Orsak och behandling
Akut bronkit kan orsakas av antingen bakterier eller virus, men vanligtvis rör det sig om en virusinfektion. Luftvägsinfektioner behandlas vanligen inte med antibiotika, eftersom de oftast är orsakade av virus och inte bakterier.
Kronisk bronkit orsakas främst av rökning, men även av de luftföroreningar som förekommer i städer.